# Ешебител
Ешебител (њем. Oeschebüttel) општина је у њемачкој савезној држави Шлезвиг-Холштајн. Једно је од 112 општинских средишта округа Штајнбург. Према процјени из 2010. у општини је живјело 203 становника. Посједује регионалну шифру (AGS) 1061080.

## Географски и демографски подаци
Ешебител се налази у савезној држави Шлезвиг-Холштајн у округу Штајнбург. Општина се налази на надморској висини од 15 метара. Површина општине износи 5,5 km². У самом мјесту је, према процјени из 2010. године, живјело 203 становника. Просјечна густина становништва износи 37 становника/km².

## Међународна сарадња
| Мјесто | Држава   | Врста сарадње | Од    |
| ------ | -------- | ------------- | ----- |
| Лавов  | Украјина | контакт       | 1996. |
| Извор  |          |               |       |